# 클레어 브로슈
클레어 브로슈(Claire Brosseau, 1977년 2월 24일 ~ )는 캐나다의 배우이다.
몬트리올에서 태어났다.

## 영화
- 해필리 에버 에프터 (2016년)
- 이프 아이 워 유 (2012년) - 레간 역
- 어 프리비어스 인게이지먼트 (2008년) - 제니 레이놀즈 역
- 나의 첫 결혼 (2006년) - 수지 역
- 필 더 에이리언 (2004년)